# 不可能方塊

不可能方塊

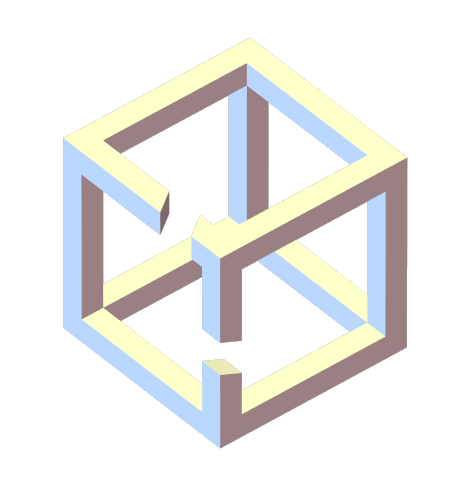
一個實際存在的物體，方塊的兩個邊上有缺口，若在特定角度下觀看時，就像是不可能方塊

不可能方塊是由M. C.埃舍爾在版畫《望楼》中創作的不可能物體。。
不可能方塊是將奈克方塊中呈現的模稜兩可詮釋具體的表現出來。而且不可能方塊的各邊是實心的，不像奈克方塊只用一條線表示，因此在視覺上的衝突較大。不可能方塊是二維的圖像，但在人類的眼睛會試圖將它詮釋為一個三維物體的投影。若是一般各邊為實心，且各邊沒有缺口的方塊，不論以哪一個角度來看，都不可能出現不可能方塊的投影。但若將各邊為實心的方塊，利用強迫透視的原理在適當位置製造缺口，在適當角度下觀看，會出現不可能方塊的投影。
除了埃舍爾外，像喬斯梅伊等藝術家，也有有關不可能方塊的藝術品。
在1966年的《科学美国人》中有一張修改後的照片，名為「Freemish箱子」，內容就是不可能方塊，有一份奧地利邮票也是以不可能方塊為主題。